# Genio di Palazzo Pretorio
(Iscrizione sul bordo della conca del Genio)
Il Genio di Palazzo Pretorio è un gruppo scultoreo posto sullo scalone del Palazzo Pretorio, sede del Municipio di Palermo, in Piazza Pretoria.
In siciliano è detto Palermu u Nicu (Palermo il piccolo), per le sue dimensioni ridotte in relazione a quelle della statua detta Palermu lu Grandi (Palermo il Grande).
È una delle otto rappresentazioni monumentali del Genio di Palermo.

## Storia
La statua del Genio venne ritrovata nel 1596 nelle cantine di Palazzo Pretorio, dove era stata dimenticata. Fu sistemata sullo scalone monumentale del palazzo a cura dell'allora Pretore Francesco del Bosco, conte di Vicari.
Il gruppo scultoreo è composto da pezzi di diversa provenienza e probabilmente fu assemblato alla fine del XVI secolo, in occasione del ritrovamento, avvenuto forse durante una delle tante risistemazioni effettuate nel tempo all'edificio.
Le sculture (XV secolo) sono ad opera di Domenico Gagini e di Gabriele di Battista.
Nel 2009 la Regione siciliana ha inserito il Genio di Palazzo Pretorio nella Carta regionale dei luoghi dell'identità e della memoria siciliana (8410/2009).

## Descrizione
L'opera, posta su un pianerottolo dello scalone di Palazzo Pretorio, è alta complessivamente 2,60 metri.
L'insieme si compone di un basamento a forma di parallelepipedo rettangolo in marmo grigio del Monte Billiemi, al cui centro si erge una colonna tronca in porfido rosso, il cui capitello, scolpito in marmo di Carrara, è una stele funeraria in forma di bulbo con in cima una vasca.
Sulla vasca poggia la piccola statua del Genio di Palermo, coronato e con un serpente in braccio che si nutre dal suo petto.
Sul bordo della vasca è inciso un motto in latino: Panormus conca aurea suos devorat alienos nutrit (Palermo conca d'oro divora i suoi e nutre gli stranieri)
La stele reca un'iscrizione funeraria, e in basso dei medaglioni con scene che ne illustrano il testo. Tra le figure scolpite, vi è una donna che allatta due bambini, al centro campeggia uno scudo con su la parola Fidelitas.
Sul basamento, ai lati della colonna, seduti su due cubi in marmo grigio di Biliemi, vi sono due paggi scolpiti in marmo di Carrara, e reggenti ognuno uno scudo. Quello di sinistra reca lo Stemma di Palermo.

### Galleria d'immagini

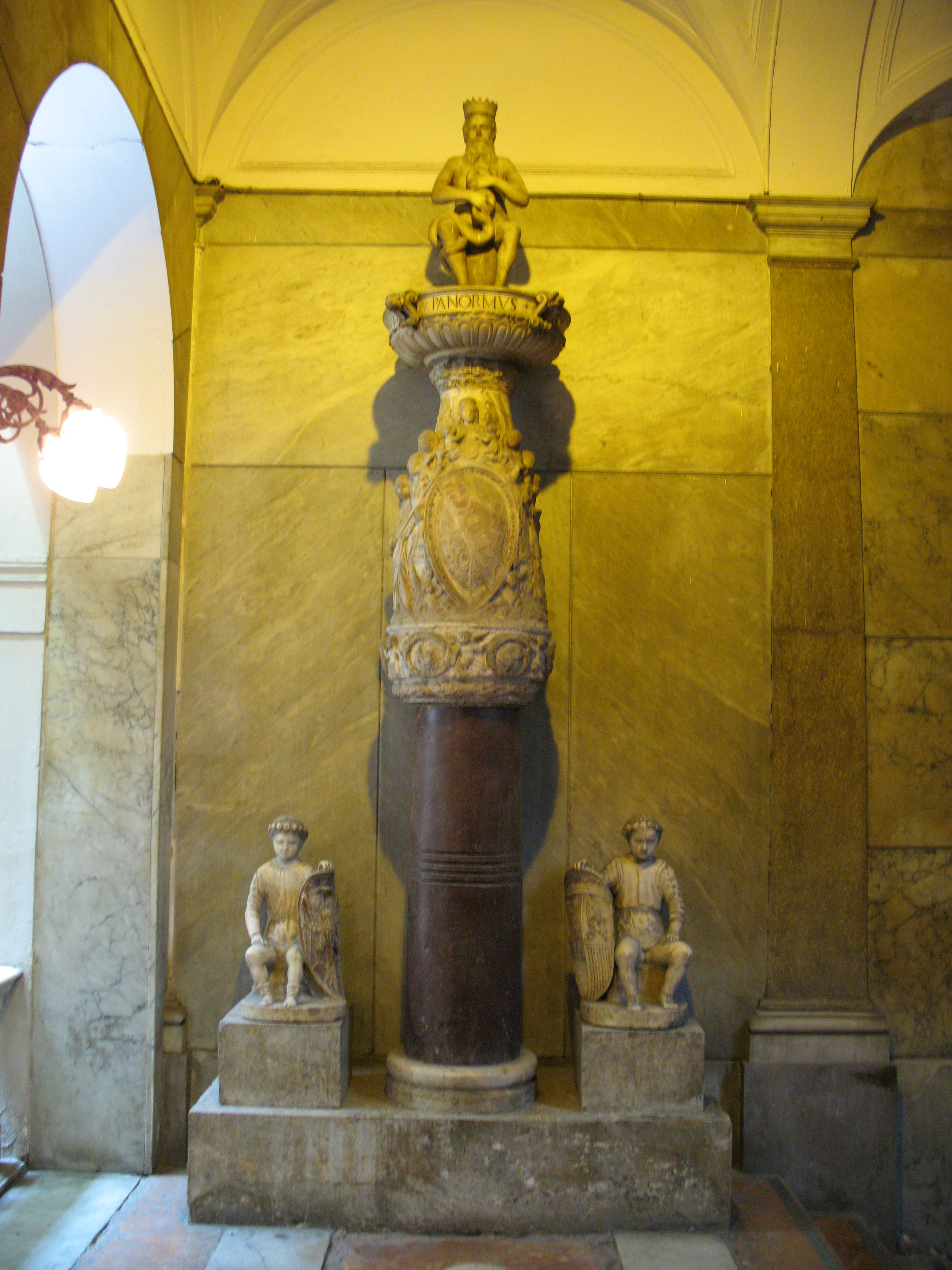
Gruppo statuario del Genio di Palermo a Palazzo Pretorio, detto Palermu u Nicu.
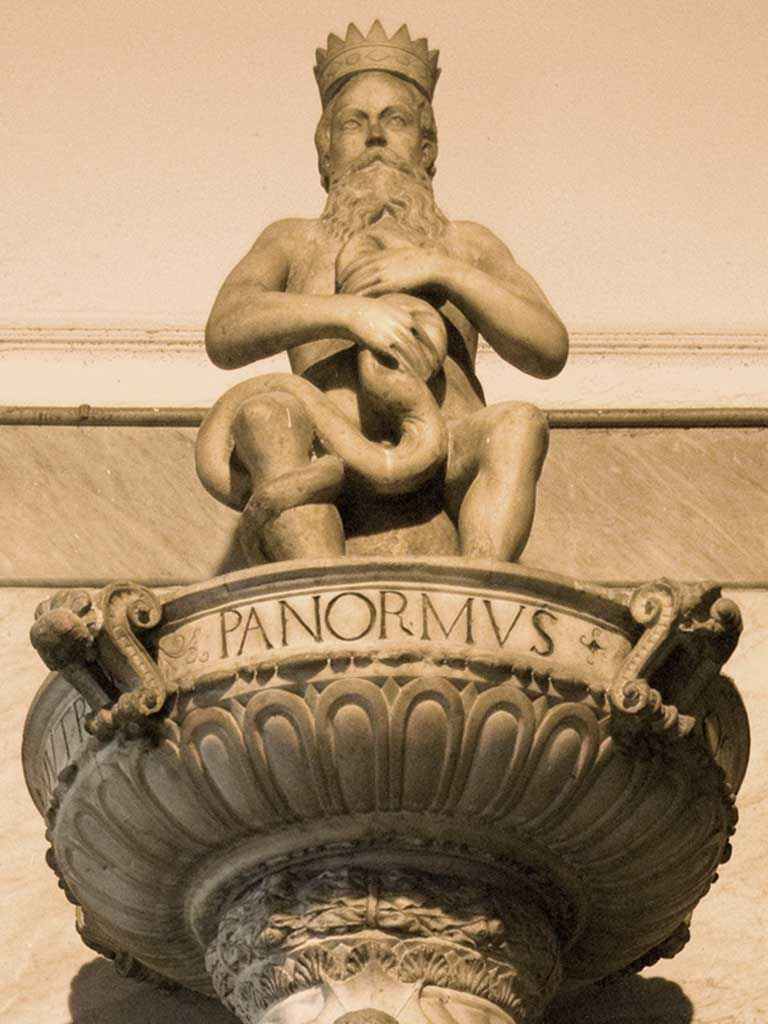
Il Genio di Palermo a Palazzo Pretorio.
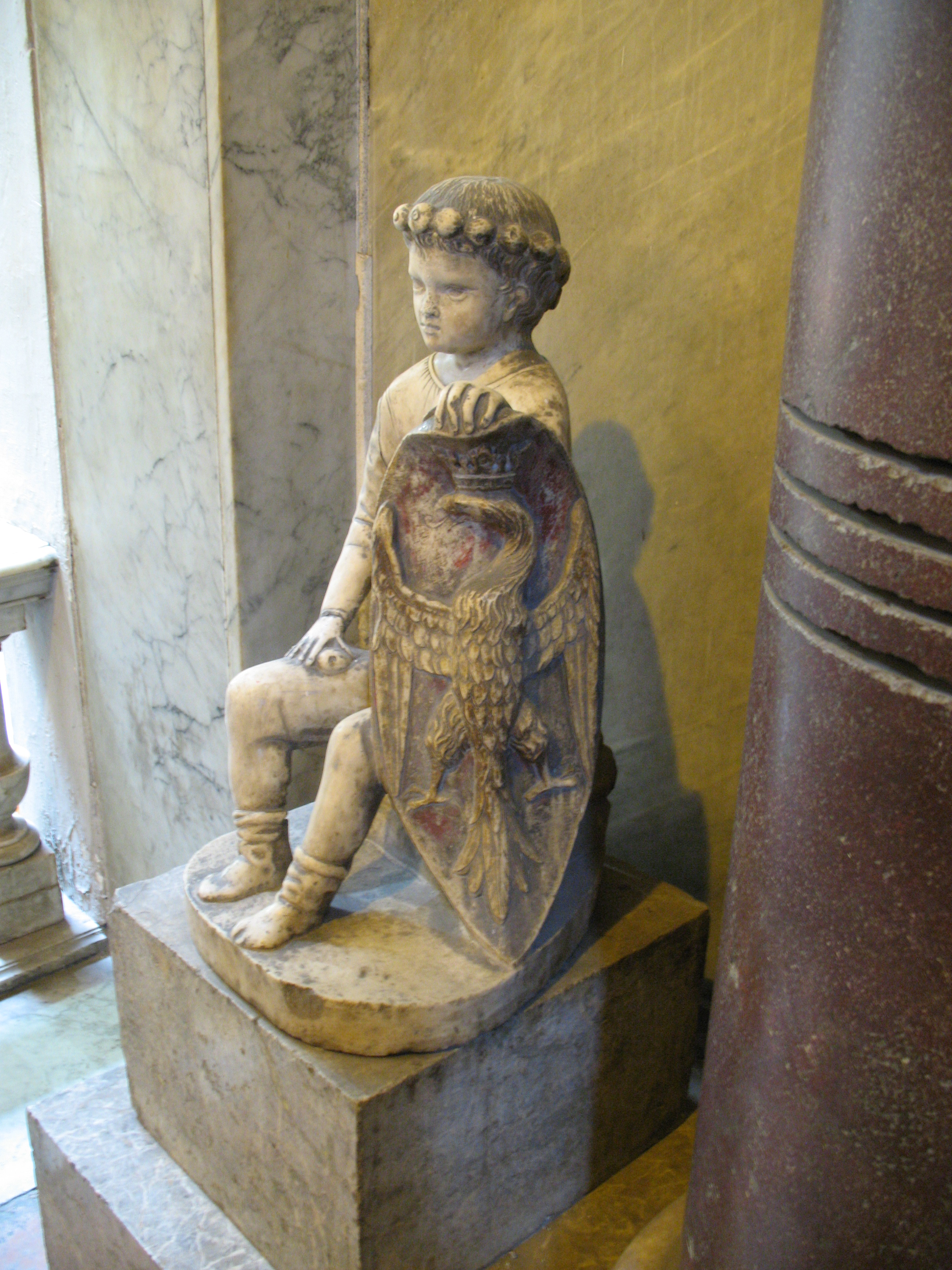
Genio di Palazzo Pretorio, particolare della statua del paggio di sinistra, con lo Stemma di Palermo
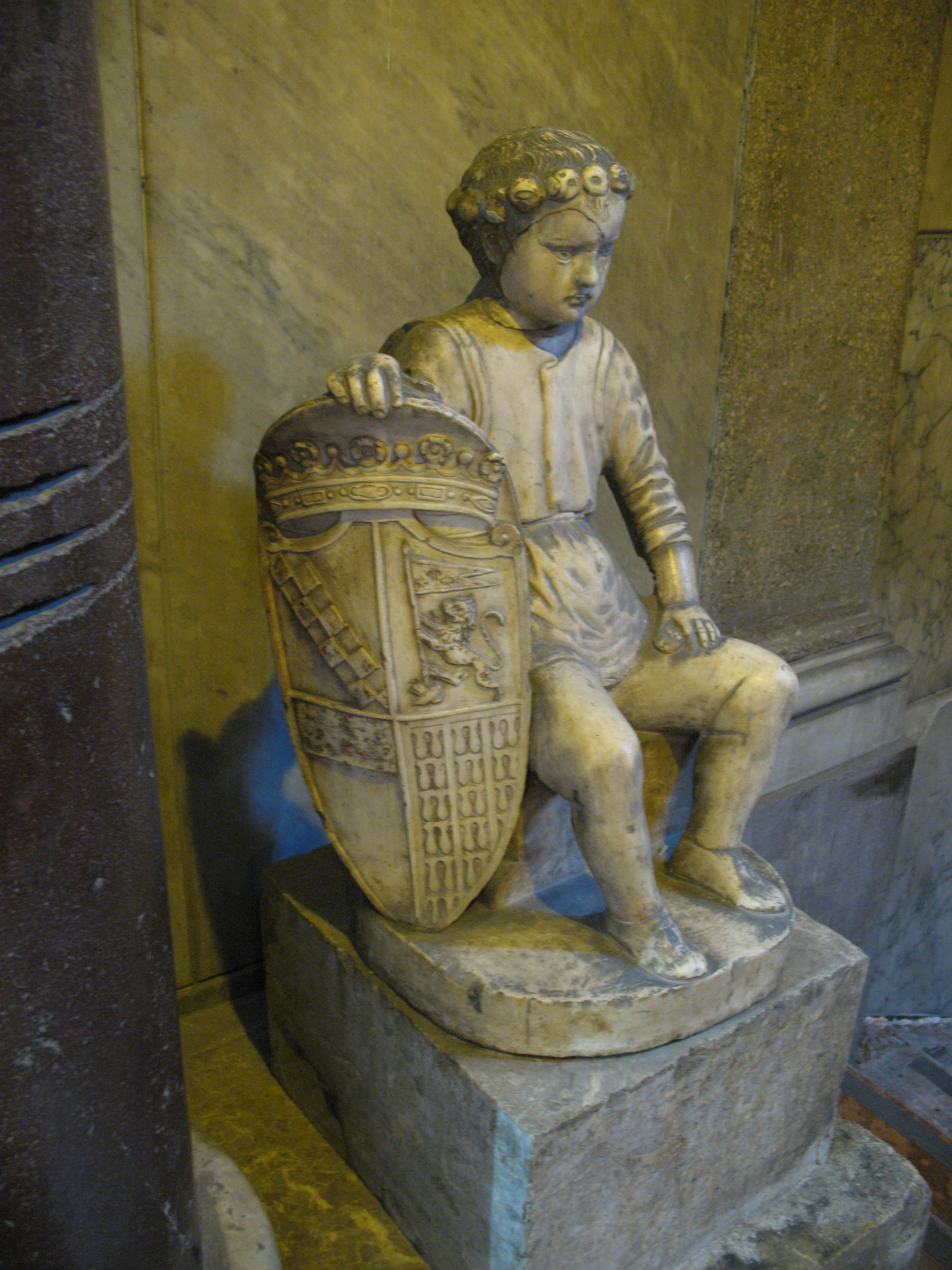
Genio di Palazzo Pretorio, particolare della statua del paggio di destra.